# 류재희
류재희(1935년 12월 25일~)는 대한민국의 정치인이다. 제11대 국회의원을 지냈다.

## 역대 선거 결과
|  | 18.10% |

|  | 13.40% |

|  | 22.30% |